# Muricococcum sinense
Muricococcum es un género monotípico perteneciente a la familia de las euforbiáceas. Su única especie: Muricococcum sinense es originaria de China.

## Taxonomía
Muricococcum sinense fue descrita por Chun & F.C.How y publicado en Acta Phytotaxonomica Sinica 5(1): 15–16, pl. 6. 1956.
Sinonimia
- Cephalomappa sinensis (Chun & F.C.How) Kosterm.[2][3]